# خاتون 2 (مسلسل)
 خاتون 2  مسلسل سوري من إخراج تامر إسحاق وتأليف طلال مارديني وإنتاج غولدن لاين للانتاج الفني عام 2017.

## القصة
استكمالا لأحداث الجزء الأول مع خاتون التي دفعها الحب للتمرد على قيم المجتمع الدمشقي السائد في ذلك الزمان، مما قادها لخوض مواجهات كبيرة، بينما تباينت آراء النساء حولها بين من ناصرنها، أو وقفن بوجهها، وأخريات سعين لتوريطها، ثم حرضن عليها، ودفعن باتجاه قتلها

## الممثلين والشخصيات
1. سلوم حداد بدور "الزعيم أبو العز"
2. كاريس بشار بدور " زمرد"
3. سلافة معمار بدور "نعمت"
4. ورد الخال بدور "ناهد"
5. ميلاد يوسف بدور "عز الدين"
6. زهير رمضان بدور "أبو فهد"
7. طوني عيسى بدور " الضابط دانيال"
8. معتصم النهار بدور "الزيبق"
9. كندة حنا بدور "خاتون"
10. أيمن رضا بدور "أبو جبري"
11. شكران مرتجى بدور "الداية أم جبري"
12. جيني اسبر بدور "درية"
13. وائل أبو غزالة بدور "فاروق"
14. طلال مارديني بدور "أيوب"
15. يزن السيد بدور "خالد"
16. ضحى الدبس بدور "أم فهد"
17. ندين تحسين بيك بدور "وداد"
18. فادي صبيح بدور "فرانك"
19. بيار داغر بدور "جوفونيل"
20. غادة بشور بدور "أم رضا"
21. غنوة محمود بدور "داليدا"
22. أريج خضور بدور "كريمة"
23. جيانا عنيد بدور "خديجة"
24. رشا بلال بدور "حميدة"
25. كرم الشعراني بدور "هارون"
26. فادي الشامي بدور "نادر"
27. علي سكر بدور "تحسين"
28. وسيم الرحبي بدور "الحكيم جودت"
29. إسماعيل مداح بدور "نصري أفندي"
30. براء الزعيم بدور "خليل"